# Norbert Lammert
Norbert Lammert (* 16. listopad 1948, Bochum) je německý sociolog, politik a dlouholetý člen křesťanskodemokratické unie (CDU), jenž zastával nepřetržitě od roku 2005 do roku 2017 úřad předsedy Německého spolkového sněmu (Bundestagspräsident).

## Životopis
Narodil se jako nejstarší syn ze sedmi dětí do rodiny pekaře v Bochumi. Na univerzitě v Oxfordu a rodné Bochumi vystudoval politologii, sociologii, moderní dějiny a sociální ekonomii. Do německé křesťanskodemokratické unie (CDU) vstoupil již v roce 1966.

### Předseda Německého spolkového sněmu (2005–2017)
Dne 18. října 2005 byl se ziskem 564 z celkových 607 odevzdaných hlasů poprvé zvolen předsedou Německého spolkového sněmu. Dne 27. října 2009 svůj úřad se ziskem 522 z celkově 617 odevzdaných hlasů opětovně obhájil. V druhé polovině roku 2013 byl se ziskem 591 z 625 odevzdaných hlasů zvolen potřetí v řadě předsedou Německého spolkového sněmu. Dne 24. října 2017 jej v úřadu nahradil jeho stranický kolega a také bývalý ministr financí Wolfgang Schäuble.

### Osobní život
Norbert Lammert je od roku 1971 ženatý, se svojí ženou Gertrud mají čtyři děti, a to dva syny a dvě dcery (Felicitas (* 1975), Nils (* 1977), Jonas (* 1981) a Teresa (* 1985)). Jeho paní je profesí učitelkou (již v penzi).

## Zajímavosti
- Je obecně považován za jednoho z nejlepších řečníků na německé politické scéně.[14]
- Pro konzervativní část německého politického spektra platil v roce 2016 jako jeden z možných kandidátů na úřad německého prezidenta.[15]